# Parmeliella miradorensis
Parmeliella miradorensis är en lavart som beskrevs av Vain. Parmeliella miradorensis ingår i släktet Parmeliella och familjen Pannariaceae.   Inga underarter finns listade i Catalogue of Life.